# Pectinifera sypnaesimilis
Pectinifera sypnaesimilis là một loài bướm đêm trong họ Noctuidae.